# Miles Addison
Miles Vivien Estifi Addison (London, 1989. január 7. –) angol labdarúgó, aki jelenleg a Derby County csapatában játszik.

## Pályafutása
Addison a 2005/06-os szezonban még a Derby County ifiakadémiájának volt a tagja, de két alkalommal pályára léphetett az angol másodosztályban a felnőttek között. Többek nagy meglepetésére a 2007/08-as évadban is lehetőséghez jutott a Premier Leagueben.

## Külső hivatkozások
- Ismertetője a soccerbase.com-on